# Plačljivko
Plačljivko (енгл. Cry-Baby) je muzička tinejdž romantična komedija iz 1990. godine. U glavnoj ulozi je Džoni Dep, kao tinejdžer pobunjenik iz pedesetih godina, koji glumi "Plačljivka" - Vejda Vokera. Pored njega, Džon Voters imao je veliku glumačku ekipu: Ejmi Lokejn, Poli Bergen, Suzan Tajrel, Iggy Pop, Riki Lejk, Trejsi Lords, Troj Donahju, Džo Dalesandro, Džoj Haterton, David Nelson, Vilem Defo i Patriša Herst.

## Radnja
Baltimor, 1954. Lokalna rokenrol zvezda, zgodni buntovnik Vejd Voker, po nadimku Krajbejbi (Džoni Dep) je najhrabriji i najarogantniji nasilnik u školi. Njegova sposobnost da pusti jednu suzu izluđuje sve devojke, posebno prelepu Alison (Ejmi Loken). Ova prava devojka se zaljubljuje u Krajbejbija. Njihovu ljubavnu sreću ometaju i stroga baka Alison i dosadni lepljivi ljudi koji su nesvesno zaljubljeni u njih, kao i to što Alison pripada „neprijateljskom“ klanu bogataša i konzervativaca, a njeno društvo je u neprijateljstvu sa bandom Krajbejbija. Ali na kraju, ništa ne može da omete ljubav "čistog" i zgodnog muškarca u crnoj koži, jer je on njen kralj, a ona njegova kraljica.

## Spoljašnje veze
- Plačljivko на веб-сајту  (језик: енглески)
- Plačljivko на веб-сајту  (језик: енглески)
- Plačljivko на веб-сајту  (језик: енглески)
- Plačljivko на веб-сајту  (језик: енглески)